# Liparidae
Famille
Les Liparidae sont une famille de poissons marins dont beaucoup d'espèces vivent à grande profondeur (plusieurs milliers de mètres). On les appelle parfois « poissons-limaces » ou « limaces de mer », mais il ne faut pas les confondre avec les mollusques nudibranches qui partagent cette appellation. 
La plupart des espèces sont abyssales, et le poisson vivant le plus profond au monde semble être Pseudoliparis swirei. Il existe cependant des espèces côtières, comme Liparis liparis, Liparis montagui.

## Liste des genres
Selon World Register of Marine Species (14 juin 2015) :

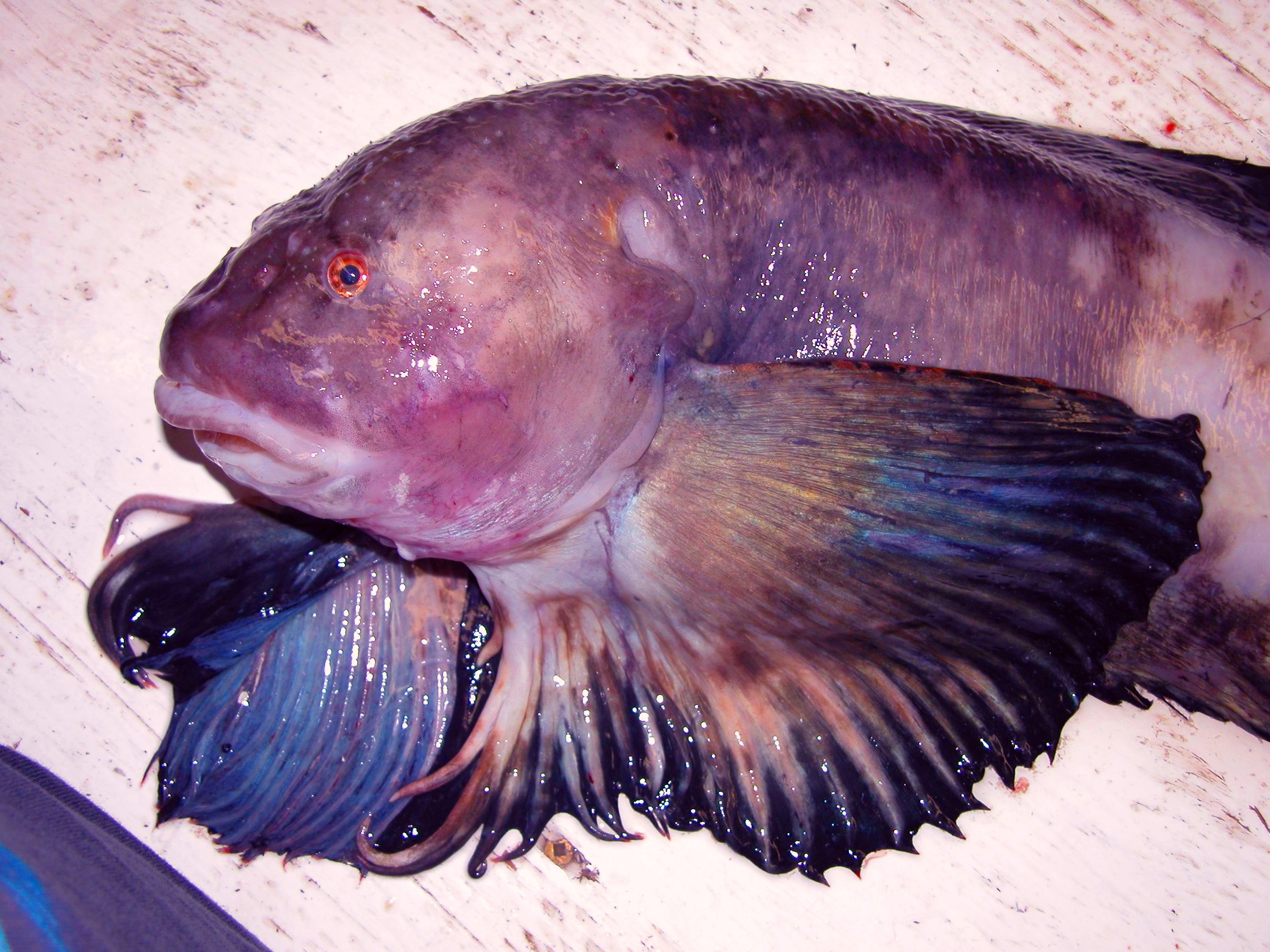
Tête de Liparis catharus

- genre Acantholiparis Gilbert & Burke, 1912
- genre Aetheliparis Stein, 2012
- genre Allocareproctus Pitruk & Fedorov, 1993
- genre Careproctus Krøyer, 1862
- genre Crystallias Jordan & Snyder, 1902
- genre Crystallichthys Jordan & Gilbert, 1898
- genre Eknomoliparis Stein, Meléndez C. & Kong U., 1991
- genre Elassodiscus Gilbert & Burke, 1912
- genre Eutelichthys Tortonese, 1959
- genre Genioliparis Andriashev & Neyelov, 1976
- genre Gyrinichthys Gilbert, 1896
- genre Liparis Scopoli, 1777
- genre Lipariscus Gilbert, 1915
- genre Lopholiparis Orr, 2004
- genre Nectoliparis Gilbert & Burke, 1912
- genre Notoliparis Andriashev, 1975
- genre Osteodiscus Stein, 1978
- genre Palmoliparis Balushkin, 1996
- genre Paraliparis Collett, 1879
- genre Polypera Burke, 1912
- genre Praematoliparis Andriashev, 2003
- genre Prognatholiparis Orr & Busby, 2001
- genre Psednos Barnard, 1927
- genre Pseudoliparis Andriashev, 1955
- genre Pseudonotoliparis Pitruk, 1991
- genre Rhinoliparis Gilbert, 1896
- genre Rhodichthys Collett, 1879
- genre Squaloliparis Pitruk & Fedorov, 1993
- genre Temnocora Burke, 1930
- genre Volodichthys Balushkin, 2012

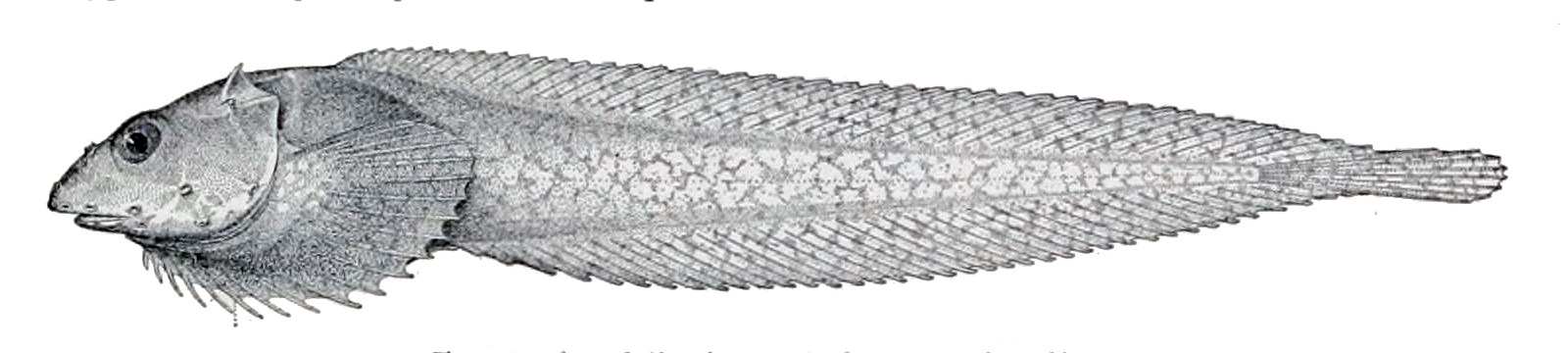
Acantholiparis opercularis
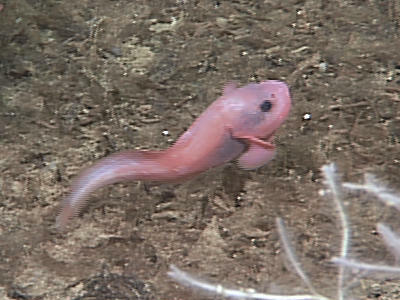
Careproctus ovigerum (juvenile)
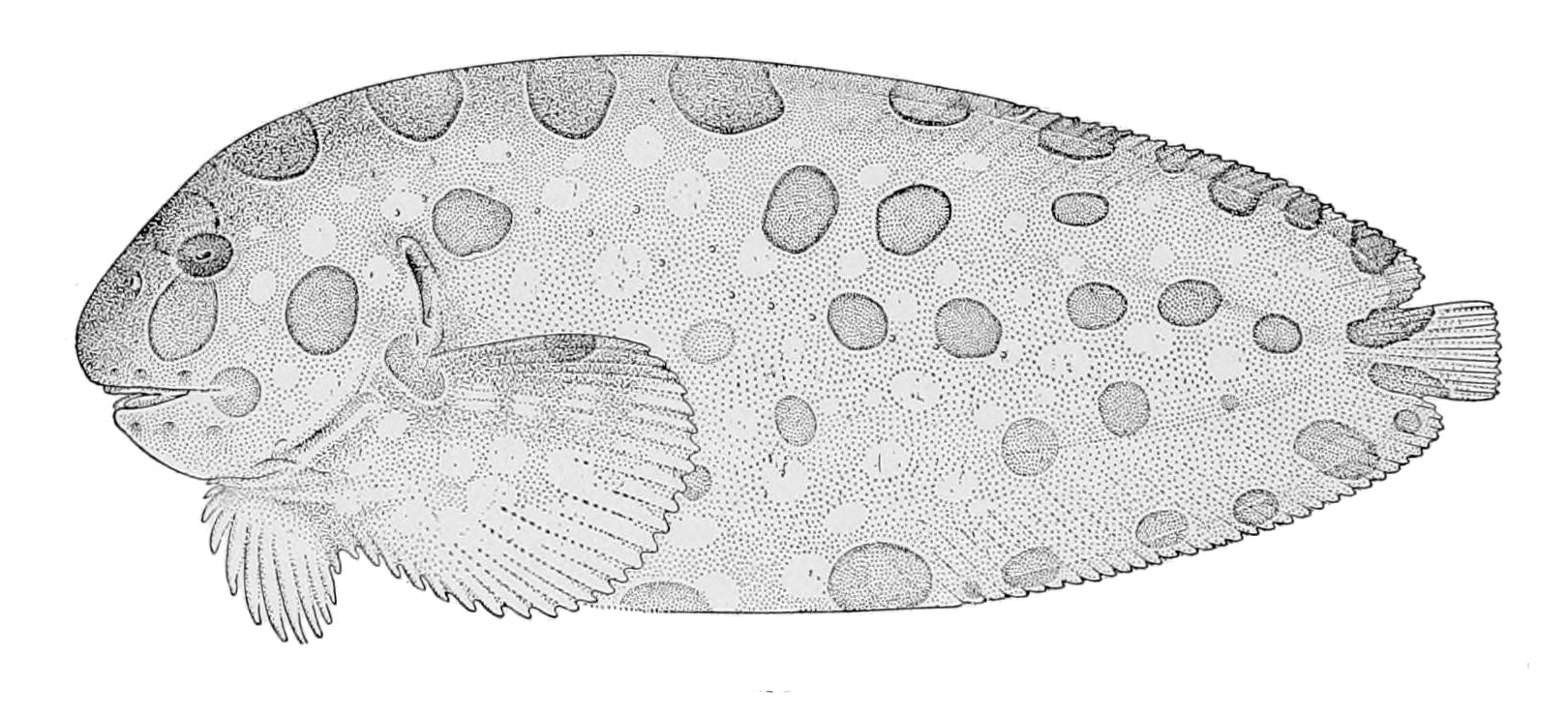
Crystallichthys cyclospilus
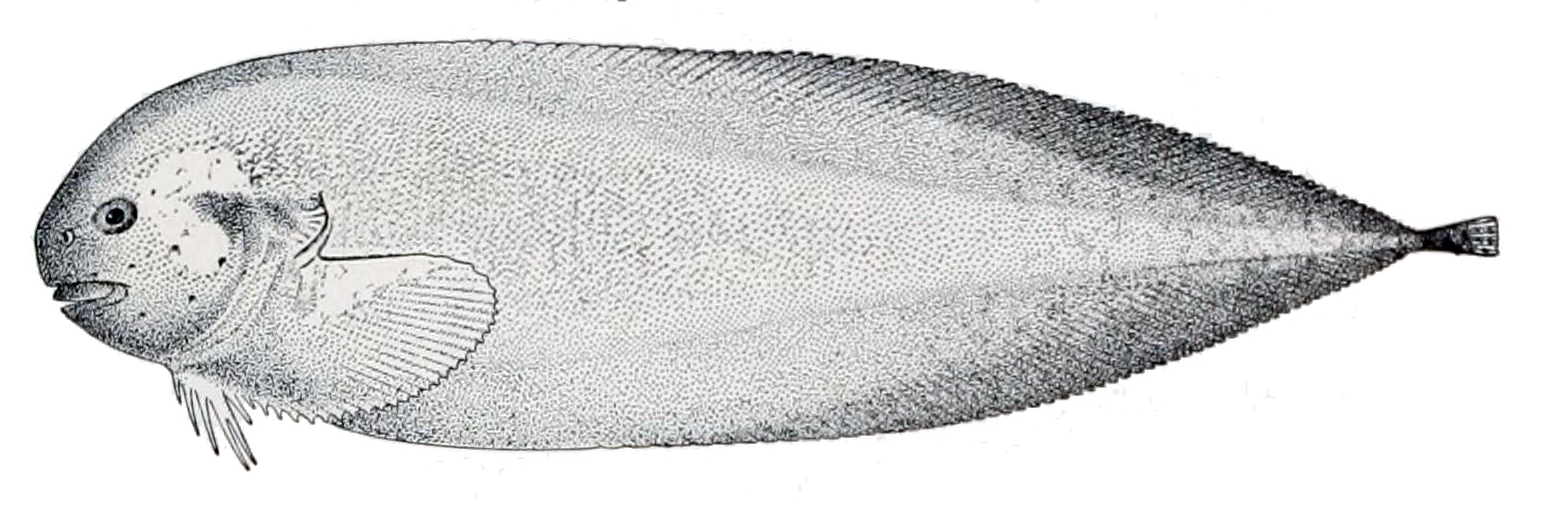
Elassodiscus tremebundus
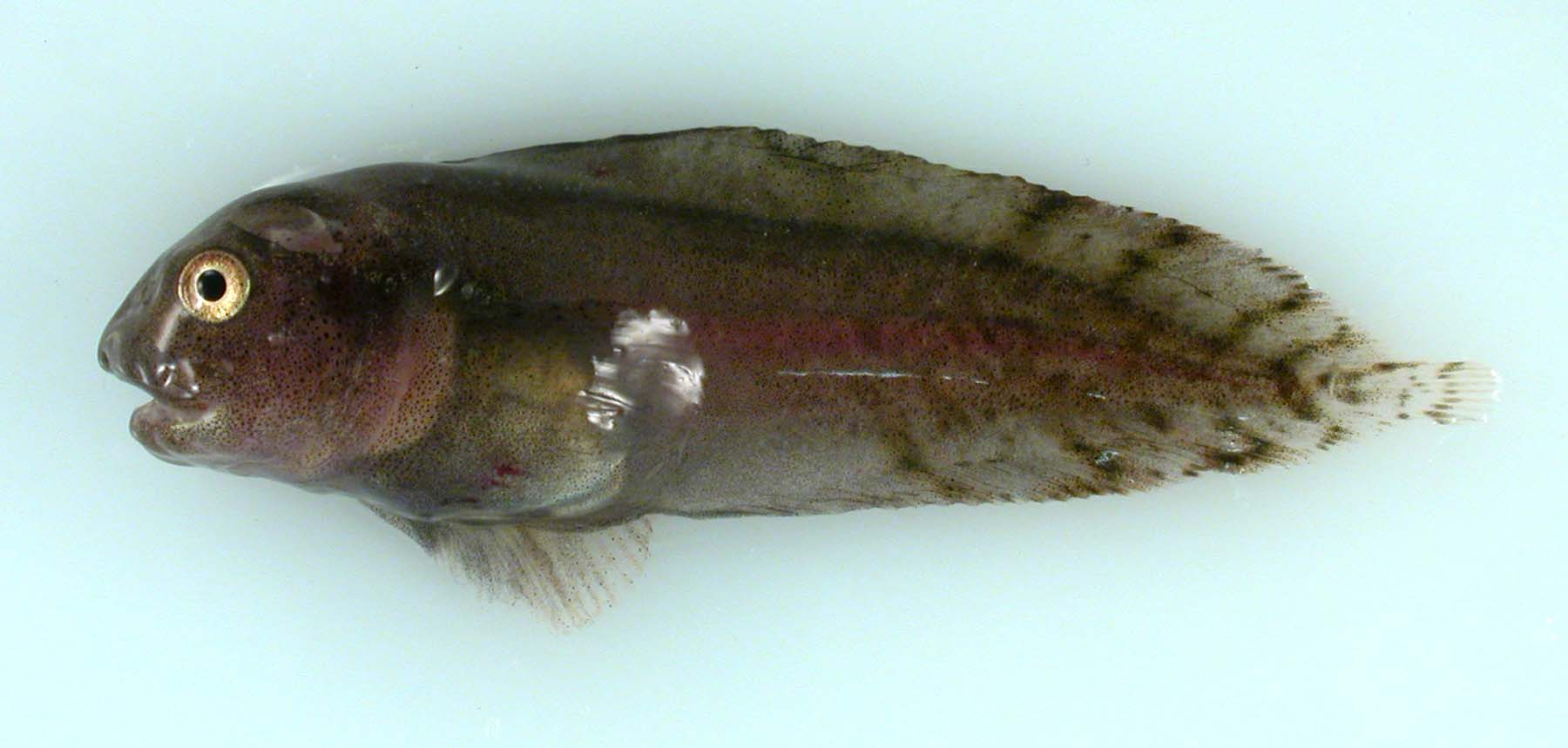
Liparis fabricii
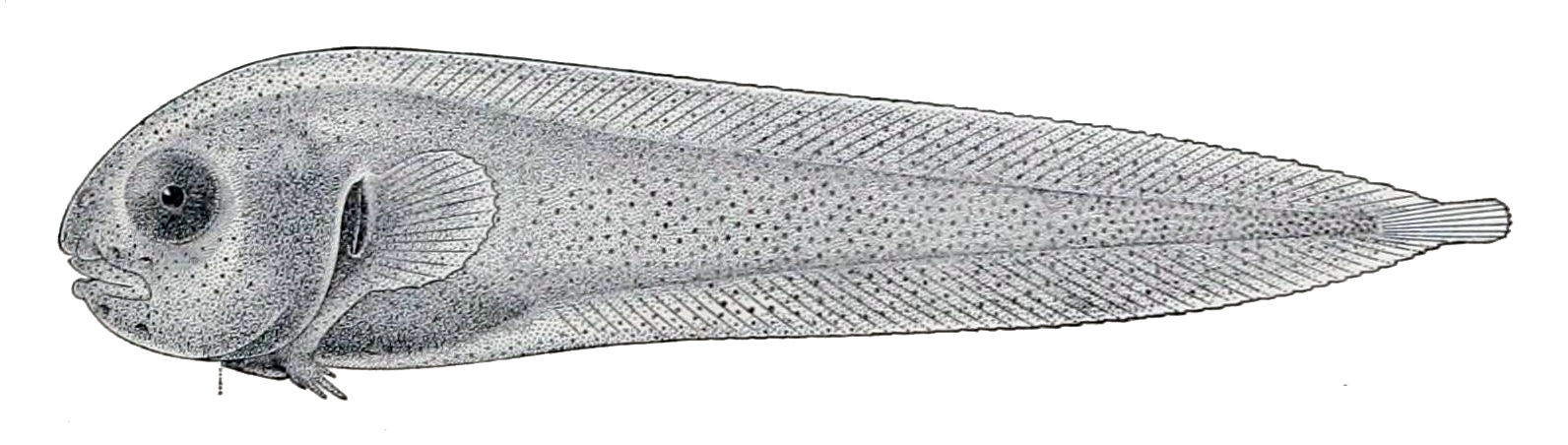
Nectoliparis pelagicus
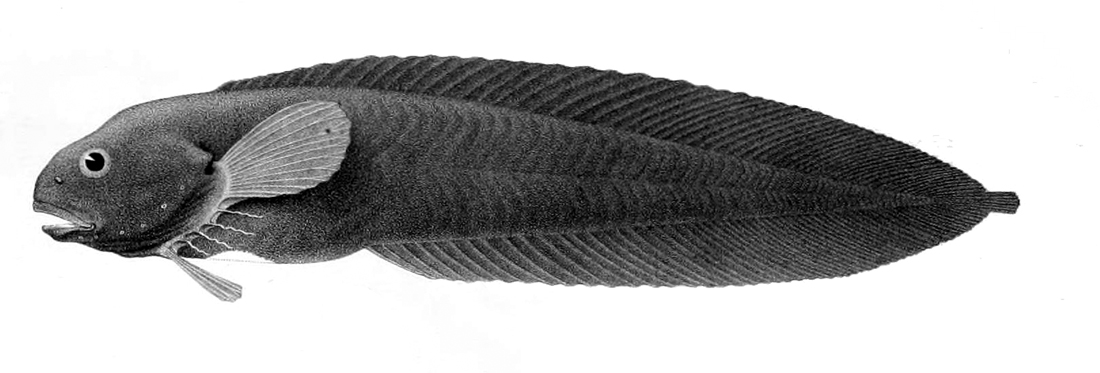
Paraliparis bathybius
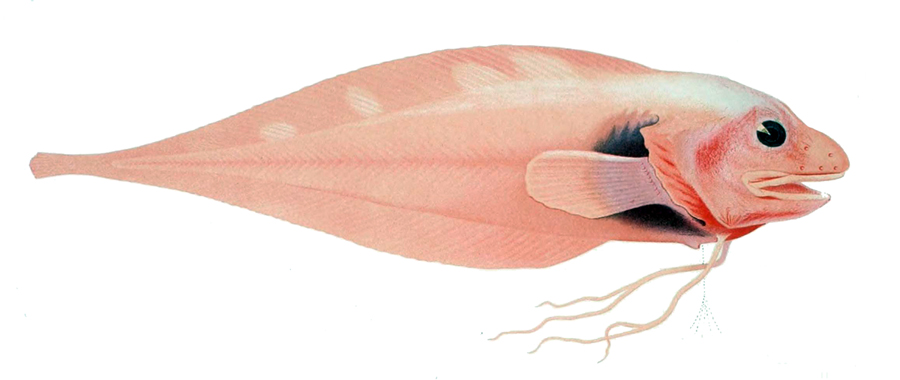
Rhodichthys regina
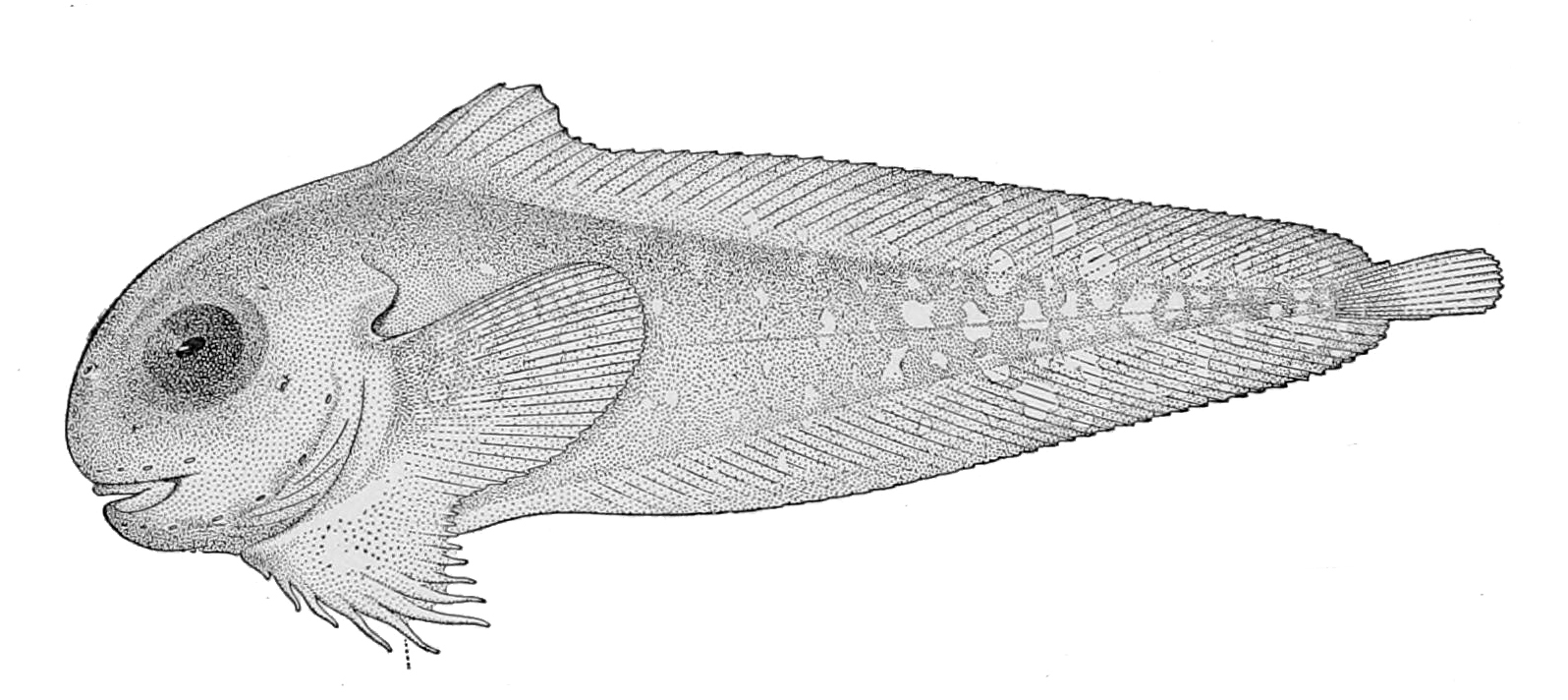
Temnocora candida